# Општине у Веракрузу
Веракруз има 208 општине. То су:
1. Агва Дулсе
2. Азакан
3. Азалан
4. Ајавалулко
5. Акајукан
6. Акатлан
7. Акахете
8. Актопан
9. Акула
10. Акулзинго
11. Аламо Темапаче
12. Алварадо
13. Алпатлавак
14. Алто Лусеро де Гутијерез Бариос
15. Алтотонга
16. Аматитлан
17. Аматлан де лос Рејес
18. Анхел Р. Кабада
19. Апазапан
20. Астасинга
21. Атлавилко
22. Бандериља
23. Бенито Хуарез
24. Бока дел Рио
25. Вега де Алаторе
26. Веракруз
27. Виља Алдама
28. Гутијерез Замора
29. Дл Иго
30. Емилијано Запата
31. Еспинал
32. Закуалпан
33. Зарагоза
34. Зентла
35. Зозоколко де Идалго
36. Зонголика
37. Зонтекоматлан де Лопез и Фуентес
38. Игнасио де ла Љаве
39. Идалготитлан
40. Иламатлан
41. Искатепек
42. Исла
43. Исматлавакан
44. Истакзокитлан
45. Исхуакан де лос Рејес
46. Исхуатлан дел Кафе
47. Исхуатлан де Мадеро
48. Исхуатлан дел Суресте
49. Исхуатлансиљо
50. Јанга
51. Јекуатла
52. Казонес де Ерера
53. Калкавалко
54. Камарон де Техеда
55. Камерино З. Мендоза
56. Кариљо Пуерто
57. Карлос А. Кариљо
58. Кастиљо де Теајо
59. Катемако
60. Коавитлан
61. Коазакоалкос
62. Коазинтла
63. Коакоазинтла
64. Коатепек
65. Коезала
66. Којутла
67. Колипа
68. Комапа
69. Кордоба
70. Косамалоапан де Карпио
71. Косаутлан де Карвахал
72. Коскиви
73. Коскоматепек
74. Косолеакаке
75. Котастла
76. Куитлавак
77. Куичапа
78. Ла Антигва
79. Ландеро и Кос
80. Лас Вигас де Рамирез
81. Лас Минас
82. Лас Чоапас
83. Лердо де Техада
84. Лос Рејес
85. Магдалена
86. Малтрата
87. Манлио Фабио Алтамирано
88. Маријано Ескобедо
89. Мартинез де ла Торе
90. Медељин
91. Мекајапан
92. Мекатлан
93. Мијаватлан
94. Минатитлан
95. Мисантла
96. Мистла де Алтамирано
97. Молоакан
98. Нанчитал де Лазаро Карденас дел Рио
99. Наолинко
100. Наранхал
101. Наранхос Аматлан
102. Наутла
103. Ногалес
104. Озулуама де Маскарењас
105. Олута
106. Омеалка
107. Оризаба
108. Отатитлан
109. Отеапан
110. Серо Азул
111. Пануко
112. Папантла
113. Пасо де Овехас
114. Пасо дел Мачо
115. Пахапан
116. Пероте
117. Плаја Висенте
118. Платон Санчез
119. Поза Рика де Идалго
120. Пуебло Вијехо
121. Пуенте Насионал
122. Рафаел Делгадо
123. Рафаел Лусио
124. Рио Бланко
125. Сајула де Алеман
126. Азакан
127. Сантијаго Сочијапан
128. Сантијаго Тустла
129. Сан Андрес Тенехапан
130. Сан Андрес Тустла
131. Сан Рафаел
132. Сан Хуан Еванхелиста
133. Сико
134. Ситлалтепетл
135. Соконуско
136. Соледад Азомпа
137. Соледад де Добладо
138. Сотеапан
139. Сосокотла
140. Сочијапа
141. Танкоко
142. Тантима
143. Тантојука
144. Тамалин
145. Тамијава
146. Тампико Алто
147. Татавикапан де Хуарез
148. Тататила
149. Тевипанго
150. Тезонапа
151. Текила
152. Теколутла
153. Тексистепек
154. Тенампа
155. Теночтитлан
156. Темпоал
157. Теосело
158. Тепатласко
159. Тепезинтла
160. Тепетлан
161. Тескатепек
162. Тесхуакан
163. Тиватлан
164. Тијера Бланка
165. Тлаколулан
166. Тлакоталпан
167. Тлакотепек де Мехија
168. Тлакохалпан
169. Тлакилпа
170. Тлалискојан
171. Тлалнелхуајокан
172. Тлалтетела
173. Тлапакојан
174. Тлачичилко
175. Тлилапан
176. Тонајан
177. Томатлан
178. Тотутла
179. Трес Ваљес
180. Туспан
181. Тустиља
182. Уајакокотла
183. Уатуско
184. Уејапан де Оканто
185. Уилоапан де Кваутемок
186. Урсуло Галван
187. Успанапа
188. Филомено Мата
189. Фортин
190. Халасинго
191. Халапа
192. Халкомулко
193. Халтипан
194. Хамапа
195. Хесус Каранза
196. Хилотепек
197. Хосе Азуета
198. Хуан Родригез Клара
199. Хучике де Ферер
200. Чакалтијангис
201. Чалма
202. Чиконамел
203. Чиконкијако
204. Чиконтепек
205. Чинамека
206. Чинампа де Горостиза
207. Чонтла
208. Чуматлан